# Medellín (Colombia)
Medellín is een stad in het noordwesten van Colombia. Het is de hoofdstad van het departement Antioquia en telde in 2018 2,4 miljoen inwoners. Hiermee is de stad na Bogota de grootste stad van het land. Medellín is gelegen in de Valle de Aburrá en het gelijknamige metropolitane gebied Valle de Aburrá (Aburra-vallei), een gebied met meer dan 4,3 miljoen inwoners en een industrieel en commercieel centrum. De rivier de Medellín loopt langs de stad.
De stad werd in 1616 gesticht door Francisco Herrera y Campuzano. Aan het eind van de 20ste eeuw had de stad te maken met veel geweld en criminaliteit, onder andere door het kartel van Medellín, onder leiding van Pablo Escobar. Waar in Medellin aan het eind van de jaren tachtig van de twintigste eeuw gemiddeld 4000 moorden per jaar gepleegd werden, is de stad de laatste jaren er een stuk veiliger op geworden en zijn de criminaliteitscijfers spectaculair gedaald.

## Geschiedenis
De stad Medellín werd officieel gesticht op 3 maart 1616 door Francisco Herrera y Campuzano onder de naam Poblado de San Lorenzo. Op 2 november 1675 werd de naam van de stad veranderd in Villa de Nuestra Señora de la Candelaria de Medellín. In 1813 werd Medellín uitgeroepen tot stad en dertien jaar later werd de stad de hoofdstad van de staat Antioquia.
In de 20ste eeuw maakte de stad, onder invloed van de industrialisering, een spectaculaire groei door en verschenen aan de rand van de stad grote sloppenwijken. In de jaren tachtig was de stad in de ban van het drugskartel onder leiding van Pablo Escobar en het bijkomende geweld. In 1981 sloten de Verenigde Staten zelfs hun consulaat in de stad en riepen ze een negatief reisadvies uit voor Medellín. Op 2 december 1993 werd de voortvluchtige Escobar in de Barrio Los Olivos van Medellín doodgeschoten door een arrestatieteam, dat erin geslaagd was hem te localiseren.
Vanaf het begin van de 21ste eeuw is de stad weer een stuk veiliger geworden en wordt er hard gewerkt aan de modernisering van de stad. Zo werd op 30 november 1995 de metro van Medellín geopend, waarmee Medellín de enige Colombiaanse stad is met een metronetwerk.

## Geografie
Medellín ligt in de vallei van de Aburrá op een hoogte van 1500 meter en wordt doorsneden door de rivier de Medellín River die dwars door de stad naar het noorden stroomt.

### Klimaat
Medellin kent een tropisch regenwoudklimaat, op de grens met een moessonklimaat (omdat er ook enkele relatief droge maanden zijn). Het is er het hele jaar door warm. De koudste gemiddelde maandtemperatuur is 21,8 °C (in oktober en november), maar de temperatuurverschillen doorheen het jaar zijn minimaal. Zo hebben de warmste maanden, juli en augustus, slechts een gemiddelde temperatuur van 23,1 °C (relatief weinig voor een tropisch klimaat). De meest natte maanden zijn mei en september. Dit is het moment dat de ITCZ van noord naar zuid en omgekeerd over de regio trekt.
De hogere delen van de stad hebben een wat kouder klimaat dat grenst aan subtropisch hooglandklimaat (Cfb: minstens één maand kouder dan 18 °C).

### Administratieve indeling

Zones van Medellín

Medellín is ingedeeld in zes zones, die onderverdeeld zijn in 16 comunas, die op hun beurt weer zijn onderverdeeld in 249 wijken. Daarnaast kent de stad nog zes corregimientos, een soort suburbane zones, die eveneens onderdeel zijn van de gemeente Medellín.
De zones, comunas en corregimientos:
- Zone zuidoost: Comuna El Poblado
- Zone zuidwest: Comuna Guayabal, Comuna Belén
- Zone centrum west: Comuna Laureles - Estadio, Comuna La América, Comuna San Javier
- Zone centrum oost: Comuna La Candelaria, Comuna Villa Hermosa, Comuna Buenos Aires
- Zone noordwest: Comuna Castilla, Comuna Doce de Octubre, Comuna Robledo
- Zone noordoost: Comuna Aranjuez, Comuna Manrique, Comuna Popular, Comuna Santa Cruz
- Corregimientos: Palmitas, San Cristóbal, Altavista, San Antonio de Prado, Santa Elena

## Cultuur
Medellín staat bekend als de stad van de eeuwige lente. Inwoners van de stad worden vaak Paisas genoemd, al is dit officieel een benaming voor mensen uit de Paisa-regio die bestaat uit de provincies Antioquia, Risaralda, Quindío en Caldas. Museo de Antioquia is een belangrijk kunstmuseum en precolumbiaans archeologie-museum in het centrum van de stad met werk van geschonken door de kunstenaar Fernando Botero die in 1932 werd geboren in Medellin.

### Festivals
Het belangrijkste festival van de stad is de Feria de las Flores (bloemenfeest), dat elk jaar begin augustus plaatsvindt. Zogenaamde silleteros (bloemenverkopers) lopen met een houten plank vol bloemen (silleta) op hun rug. Het hoogtepunt van dit feest is de parade die aan het eind wordt gehouden, waarbij enorme bloemstukken door de stad worden gedragen. Een onderdeel van het festival is de verkiezing van de Reina Internacional de las Flores (internationale bloemenkoningin).
Andere evenementen zijn onder andere het Internationale Poëziefestival, het Jaarlijkse Tangofestival, het Humorfestival en de Optocht van Mythes en Legendes.

### Sport
Medellín kent twee grote voetbalclubs, Atlético Nacional en Independiente Medellín. Atlético Nacional behoort tot de beste en meest populaire clubs van het land en de wedstrijden tussen beide teams zijn grote evenementen. Daarnaast is Medellín de geboortestad van de wielrenner Santiago Botero en staat de stad bekend om haar goede zwemteams.

### Vervoer
Medellín kent twee busstations: Terminal Del Norte en Terminal Del Sur. De metro van Medellín is uniek voor het land: als enige in Colombia heeft de stad zo'n vervoerssysteem. De stations van de metro zijn verbonden met de Metro Cable, zes kabelbanen die passagiers vervoeren naar de hoger gelegen wijken van Medellín.
De in 1985 geopende Aeropuerto Internacional José María Córdova is de internationale luchthaven van Medellín.

## Religie
De stad is de zetel van het rooms-katholieke aartsbisdom Medellín.

## Partnersteden
- Barcelona, Spanje
- Bilbao, Spanje
- Buenos Aires, Argentinië
- Fort Lauderdale, Verenigde Staten
- Milaan, Italië
- Monterrey, Mexico

## Bekende inwoners van Medellín

### Geboren
- Darío Castrillón Hoyos (1929-2018), geestelijke en kardinaal
- Fernando Botero (1932-2023), schilder en beeldhouwer
- Álvaro Uribe (1952), president van Colombia (2002-2010)
- Hernán Darío Gómez (1956), voetballer en voetbalcoach
- Pedro Sarmiento (1956-2024), voetballer en voetbalcoach
- Gabriel Gómez (1959), voetballer
- Víctor Luna (1959-2024), voetballer en voetbalcoach
- Jorge Porras (1959), voetballer
- Pablo Restrepo (1960), zwemmer
- León Villa (1960), voetballer
- Carlos Hoyos (1962), voetballer en voetbalcoach
- Luis Fernando Herrera (1962), voetballer
- Gildardo Gómez (1963), voetballer
- Hugo Galeano (1964), voetballer
- René Higuita (1966), voetballer
- Andrés Escobar (1967-1994), voetballer
- Óscar Pareja (1968), voetballer en voetbalcoach
- Mauricio Serna (1968), voetballer
- Gustavo Restrepo (1969), voetballer
- Héctor Botero (1970), voetballer
- Víctor Marulanda (1971), voetballer
- John Wilmar Pérez (1970), voetballer
- Diego Osorio (1971), voetballer
- Juan Carlos Henao (1971), voetballer
- Víctor Aristizábal (1971), voetballer
- Juanes (1972), zanger
- Santiago Botero (1972), wielrenner
- Juan Pablo Ángel (1975), voetballer
- Freddy Grisales (1975), voetballer
- Iván Córdoba (1976), voetballer
- Javier Restrepo (1977), voetballer
- J Balvin (1985), reggaetonartiest en -zanger
- Dorlan Pabón (1988), voetballer
- David Ospina (1988), voetballer
- Sebastian Kruis (1989), politicus
- Karol G (1991), reggaetonartieste en -zangeres
- Santiago Arias (1992), voetballer
- Juan Fernando Quintero (1993), voetballer
- Andrés Rentería (1993), voetballer
- Maluma (1994), zanger
- Andrés Tello (1996), voetballer
- Marlos Moreno (1996), voetballer
- Juliana Londoño (2005), wielrenster

## Galerij

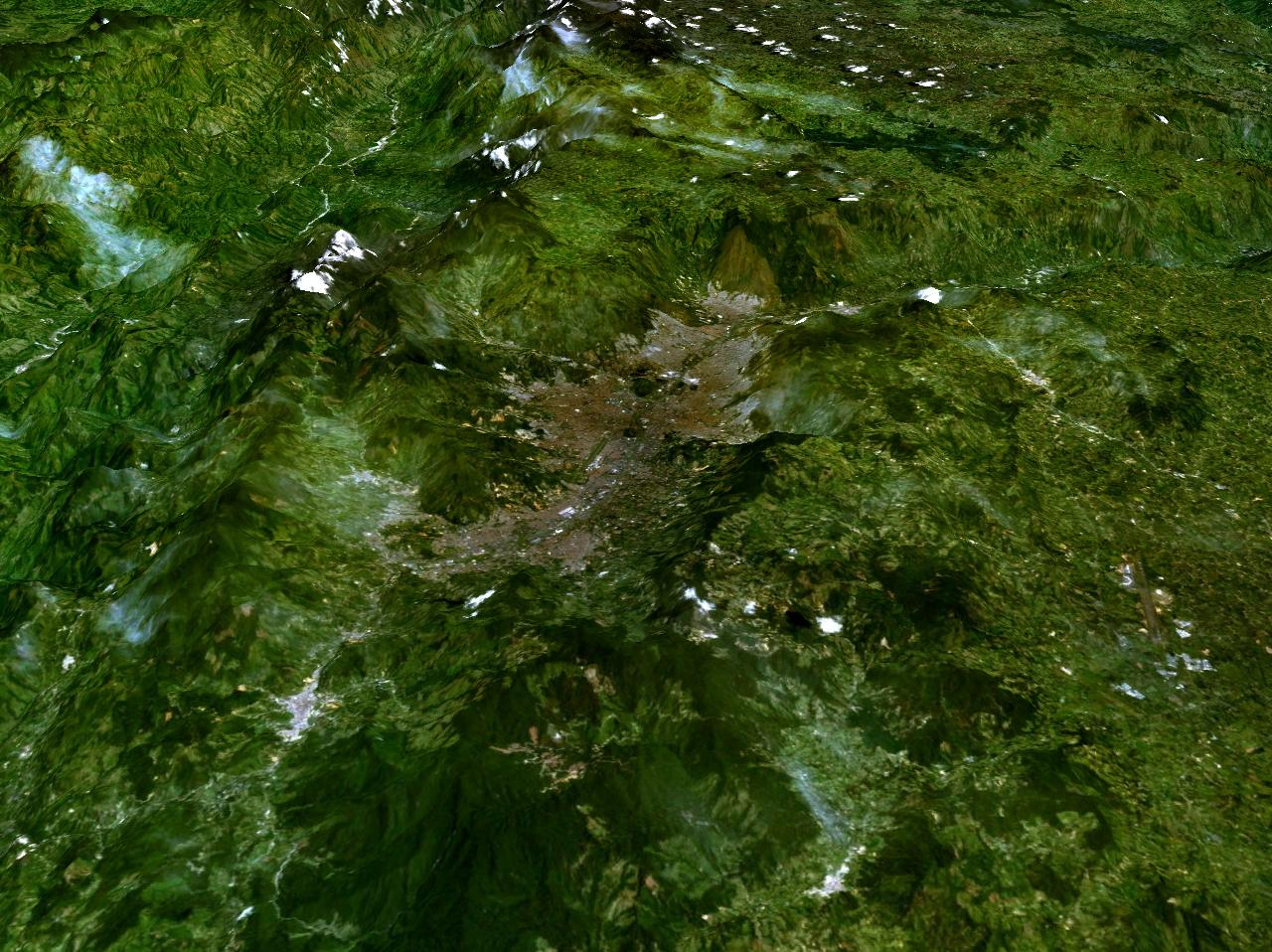
Medellín ligt in een vallei en wordt omsloten door bergen
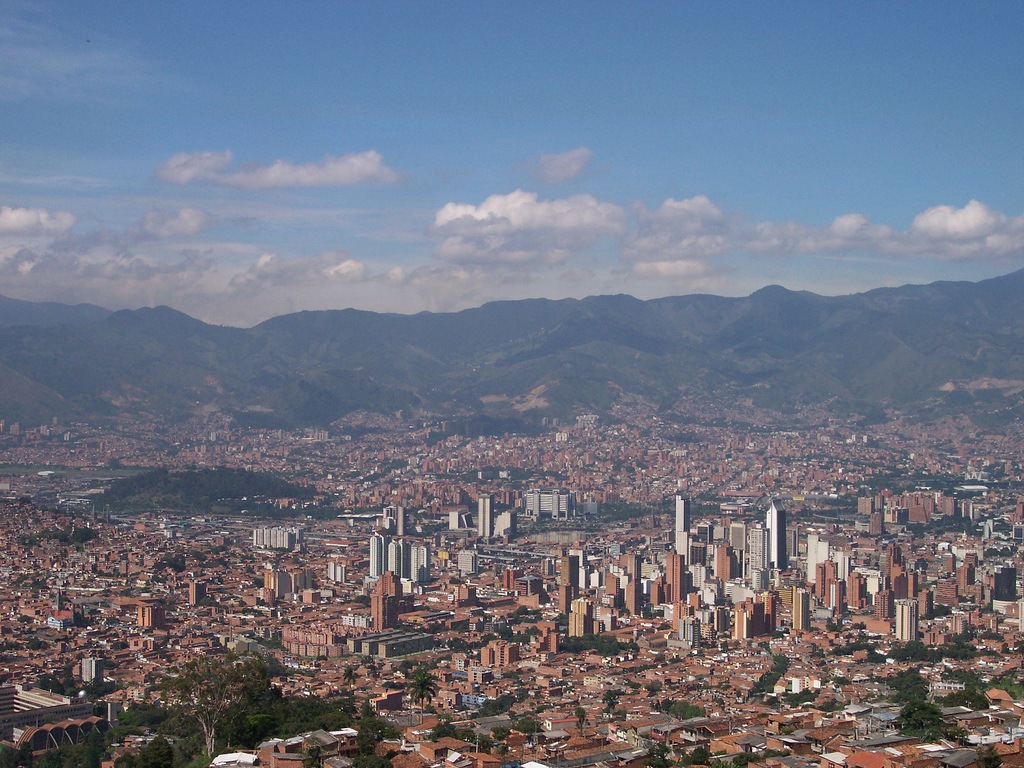
Panorama over de stad
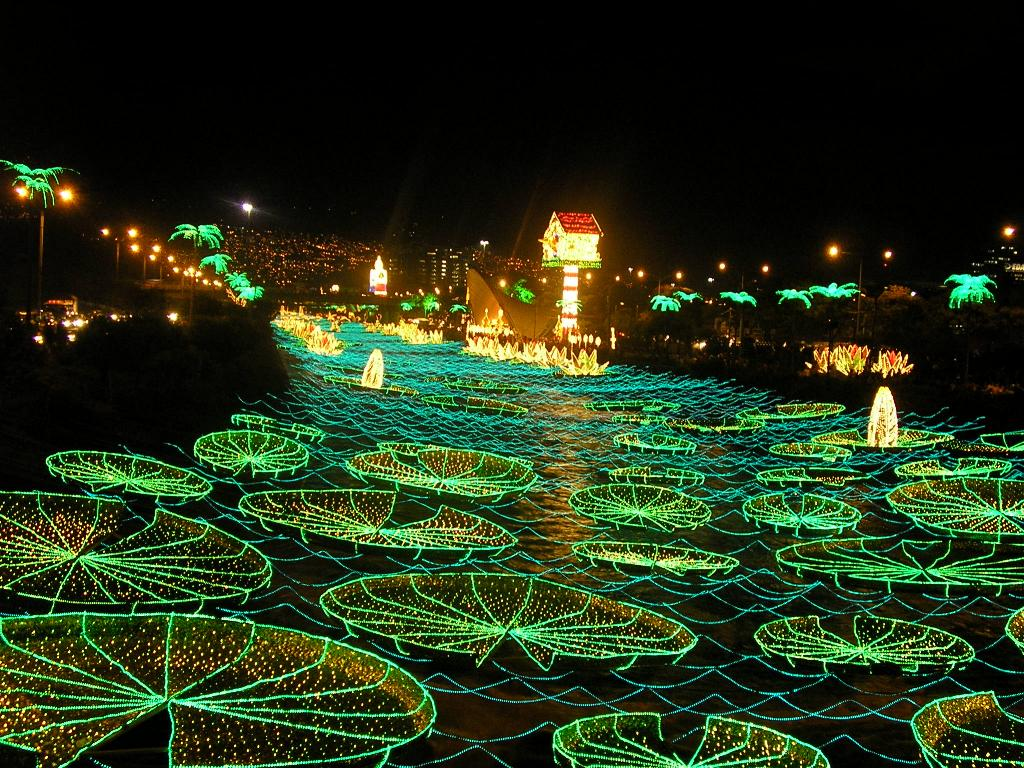
Feestelijke kerstversiering in Medellín
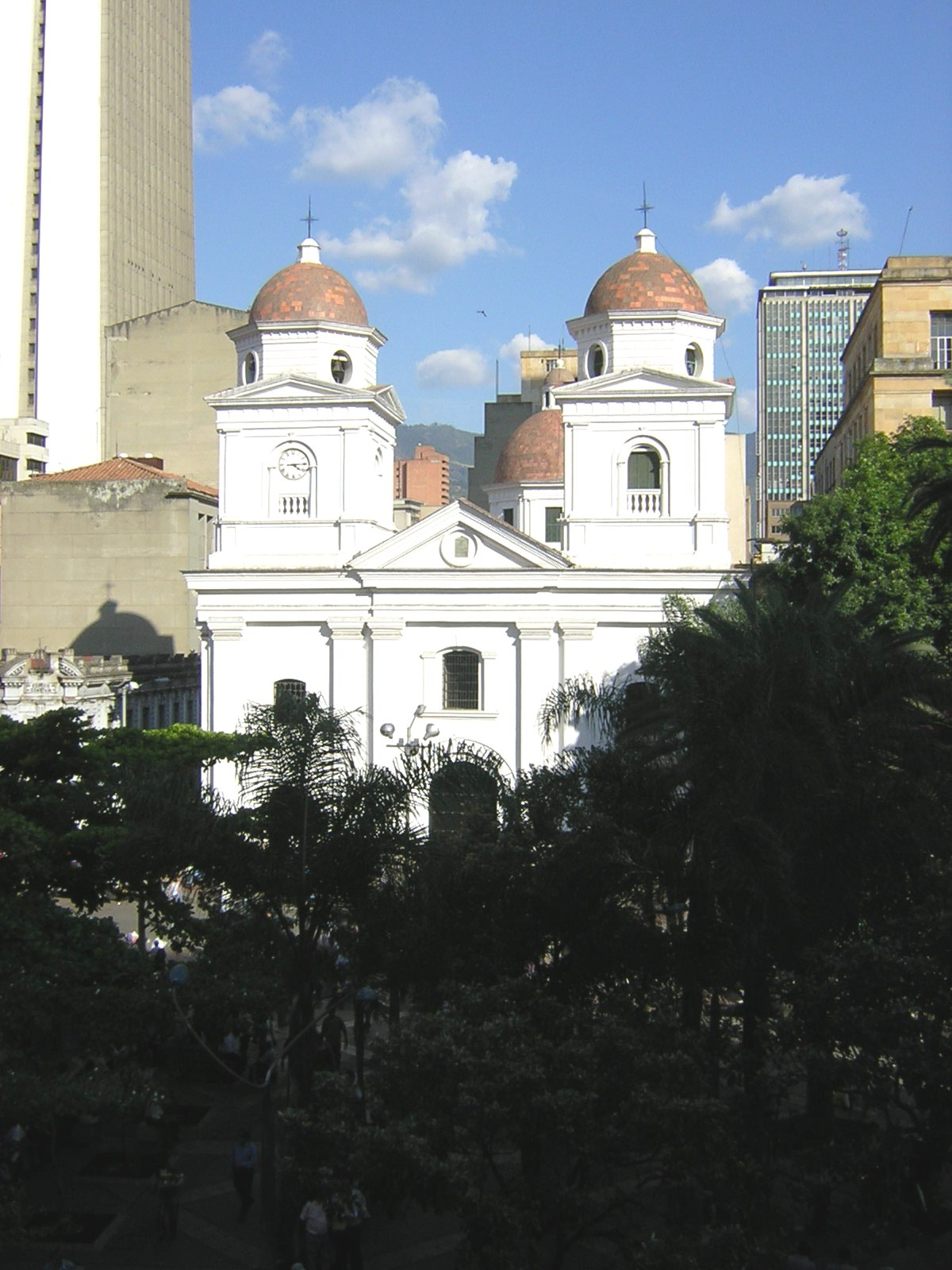
Basílica Menor de Nuestra Señora de la Candelaria